# 金星路駅
金星路駅（きんせいろえき）は、中華人民共和国湖南省長沙市岳麓区にある長沙地下鉄2号線の駅。

## 駅構造
- 島式ホーム1面

## 駅周辺
- 湖南財政経済学院
- 湖湘中医腫瘤医院[3]